# Melanerpes rubricapillus
Melanerpes rubricapillus е вид птица от семейство Picidae.

## Разпространение
Видът е разпространен във Венецуела, Гвиана, Колумбия, Коста Рика, Панама, Суринам и Тринидад и Тобаго.